# Біскупиці (Прушковський повіт)
Біскупиці (пол. Biskupice) — село в Польщі, у гміні Брвінув Прушковського повіту Мазовецького воєводства.
Населення — 252 особи (2011).
У 1975-1998 роках село належало до Варшавського воєводства.

## Демографія
Демографічна структура станом на 31 березня 2011 року:
|          | Загалом | Допрацездатний вік | Працездатний вік | Постпрацездатний вік |
| -------- | ------- | ------------------ | ---------------- | -------------------- |
| Чоловіки | 111     | 19                 | 81               | 11                   |
| Жінки    | 141     | 32                 | 79               | 30                   |
| Разом    | 252     | 51                 | 160              | 41                   |